# Allaži
Allaži (deutsch Allasch) ist ein Dorf in der Gemeinde Allaži, im lettischen Bezirk Sigulda. Es liegt in Vidzeme, dem historischen Livland, an der Tumšupe, einem Nebenfluss der Großen Jugla (Lielā Jugla), 11 km südwestlich von Sigulda und 59 km nordöstlich von Riga.

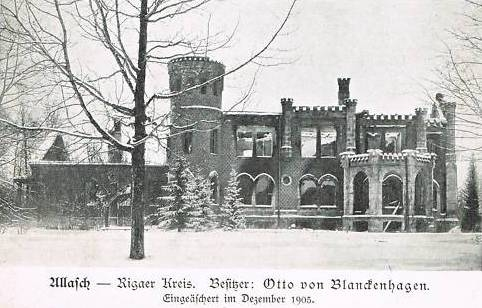
Schloss Allasch 1905

## Geschichte
Das Schloss Allasch, ein Bauwerk aus dem 19. Jahrhundert im Stil der Tudorgotik, wurde im Zuge der Russischen Revolution im Dezember 1905 durch Feuer zerstört. Letzter Eigentümer war Otto von Blanckenhagen.
Die moderne Siedlung wurde nach dem Ersten Weltkrieg 4 km nördlich des ehemaligen Herrenhauses Allasch (Allažmuiža) gegründet und war in sowjetischer Zeit zentrales Dorf der Kollektivfarm „Allaži“. In Allaži gibt es neben der Gemeindeverwaltung eine Grundschule, einen Kindergarten, ein Volkshaus und eine Bibliothek.

## Allasch
Ab 1823 wurde unter dem Namen Allasch ein Kümmellikör auf dem Gut der Familie von Blanckenhagen hergestellt, dessen Herstellung in Lettland 1944 endete. Der heute angebotene Allažu Ķimelis der Firma Latvijas Balzams ist nicht identisch mit dem Original.

## Allažu pagasts
Im Jahr 2020 zählte die Gemeinde Allaži 1786 Einwohner. Die größten Siedlungen der Gemeinde sind neben dem Hauptort Allaži die Dörfer Stīveri, Allažmuiža, Egļupe und Plānupe.

## Sehenswürdigkeiten

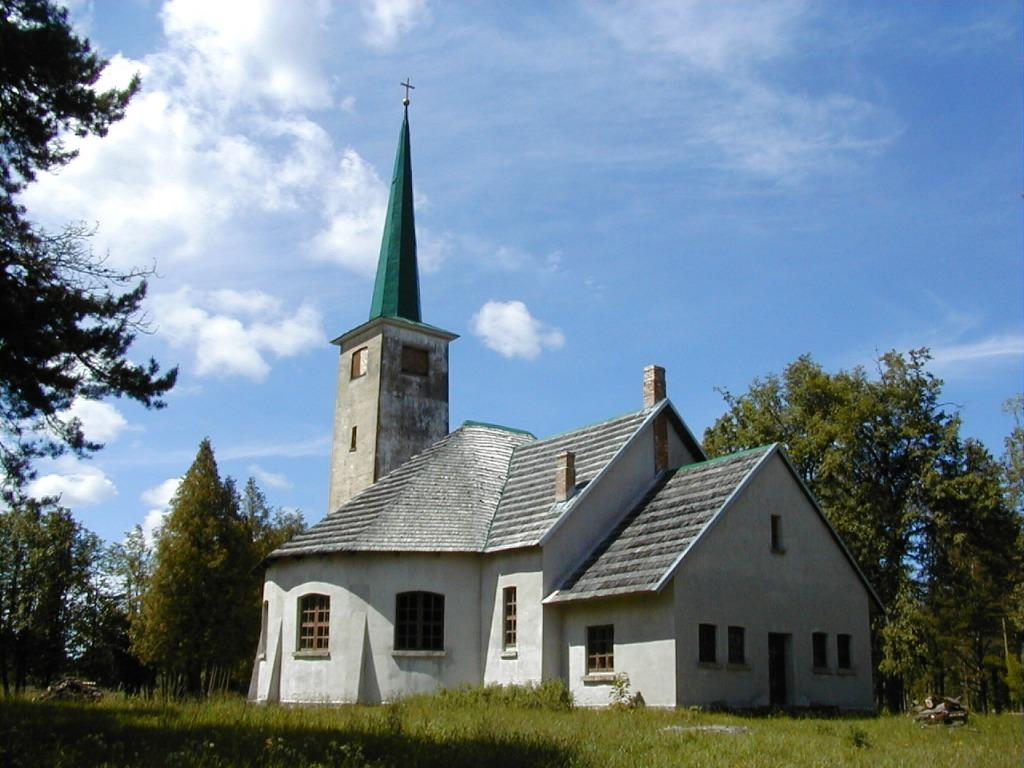
Lutherische Kirche von Allaži in Stīveri, 1926 erbaut
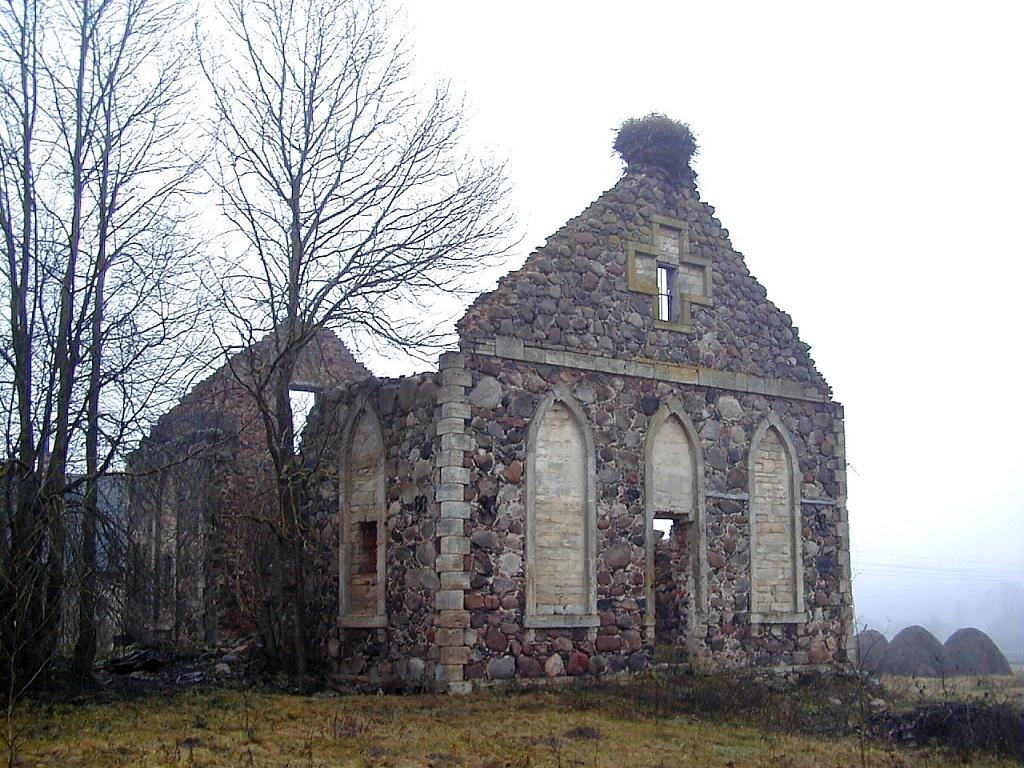
Ruine der schwedischen Kirche in Allažmuiža aus dem frühen 17. Jahrhundert